# Rutherford B. Hayes
Rutherford Birchard Hayes (Delaware, 4. listopada 1822. – Fremont, 17. siječnja 1893.) je bio general, odvjetnik, političar i 19. predsjednik SAD-a. Republikanac, bio je odvjetnik prije pridruživanja vojsci Unije za vrijeme građanskog rata. Nakon rata dobio je titulu general-bojnika. Kandidiran je za člana Kuće predstavnika tijekom rata, no titulu je dobio tek nakon njega. Tu je služio od 1865. do 1867. kad je dao ostavku jer je bio nominiran za Ohioskog guvernera. Dobio je izbore i služio od 1868. – 1872. Porazio je Samuela Tildena na predsjedničkim izborima i postao predsjednik. Hayes je preminuo 1893. u Fremontu od srčanog udara. 

## Životopis
Hayes se rodio u Ohiou, u porodici doseljenika iz Vermonta. Njegov otac je umro prije rođenja, ali se za njegov odgoj brinuo ujak, ugledni lokalni poslovni čovjek. Hayes je tako uspio na Harvardu završiti pravo i od godine 1845. je radio kao advokat u Cincinnatiju.
Godine 1852. Hayes se oženio za Lucy Ware Webb, kći lokalnog liječnika koja je bila završila Wesleyan Women's College, te će kasnije postati prva supruga predsjednika SAD s formalnim akademskim obrazovanjem. Lucy će Hayesu roditi osmoro djece te kao gorljiva kršćanka imati bitan utjecaj na svog supruga. Tako je Hayes, nekadašnji simpatizer Whigovske stranke, postao gorljivi abolicionist i pristupio Republikanskoj stranci.
Kada je izbio građanski rat, Hayes se prijavio kao dobrovoljac te dobio čin bojnika. Za vrijeme svoje službe se istakao velikom hrabrošću, a u bitci kod South Mountaina 1862. godine je ranjen. Zbog svojih zasluga je dobio čin pukovnika, a kasnije i brigadnog generala. 1864. godine, dok je još bio na frontu, kandidiran je od strane republikanaca za mjesto u Kongresu. Hayes nije odbio kandidaturu, ali je odlučio da ne sudjeluje u kampanji dok traju borbe, isto kao što je nakon izborne pobjede odbio preuzeti mjesto sve do završetka rata.
U Washingtonu je postao žestoki kritičar predsjednika Andrewa Johnsona, koga je držao previše popustljivim u odnosu na bivše južnjačke pobunjenike. Godine 1866. je ponovno izabran, a godinu dana kasnije je postao guverner Ohioa. Na to mjesto je izabran još dva puta, te je stekao dobru reputaciju zbog skromnosti i čestitosti - vrline koja je bila prilična rijetkost među američkim političarima u to doba.
Kao osobu neokaljanu korupcijskim skandalima koje su nepopularnim učinili tadašnjeg predsjednika Granta, republikanci su Hayesa godine 1876. na svojoj konvenciji istakli kao predsjedničkog kandidata. Međutim, Hayes, čak ni uz svoju reputaciju, nije imao previše šanse protiv Samuela Tildena popularnog demokratskog guvernera države New York. I sam Hayes je toga bio svjestan i nije bio previše iznenađen kada su prvi rezultati pokazali da je na razini SAD dobio čak 300.000 glasova manje od Tildena. 
U tom trenutku je Tilden imao 184 glasa, odnosno 1 manje od potrebne većine u elektorskom kolegiju. Hayesu je, pak, trebalo 20 elektorskih glasova, od kojih su 19 bili u južnim i tradicionalno demokratskim državama - Floridi, Louisiani i Južnoj Karolini - tada pod federalnom vojnom okupacijom i programom Rekonstrukcije. Dok su prvi službeni rezultati prednost dali Tildenu, republikanske vlasti svake od tih država - navodeći zastrašivanje i izborne prevare kao povod - su diskvalificirali veliki broj Tildenovih glasova te tako prednost dale Hayesu.
Tilden, demokrati, kao i veliki dio američke javnosti su te rezultate odbili priznati. Suočeni s ustavnom krizom, koja je mogla poslužiti kao povod za oružanu pobunu ili građanski rat, predsjednik Grant i američki Kongres su u siječnju 1877. formirali posebnu 15-članu komisiju sastavljenu od 5 kongresnika, 5 senatora i 5 sudaca Vrhovnog suda koja je trebala odlučiti o valjanosti rezultata, odnosno tko će biti novi predsjednik. Zahvaljujući tome što su republikanci imali 8, a demokrati 7 članova komisije, sporni elektorski glasovi su proglašeni Hayesovim. Nedugo nakon toga je na neformalnom sastanku republikanskih i demokratskih vođa postignut tzv. Kompromis 1877. godine, kojim se demokrati u zamjenu za niz ustupaka po pitanju Rekonstrukcije obavezali da neće opstruirati Hayesovo stupanje na dužnost niti dovoditi u pitanje legitimnost njegovog mandata.
Hayes, koji je zbog povišenih strasti predsjedničku zakletvu položio u tajnosti, u svojoj inauguralnoj poruci se založio za nacionalno pomirenje, obavezao na samo jedan mandat i založio da takva praksa postane dio ustava. U svoj je kabinet uveo predstavnike južnjačkih demokrata te povukao federalne trupe iz južnih država čime je završena Rekonstrukcija. To je za posljedicu imalo formalno preuzimanje vlasti od strane demokrata, nestanak Republikanske stranke i sistematsko ograničenje prava oslobođenih crnaca u južnim državama. 
Iako je Hayes na početku mandata bio prisiljen poslati federalne trupe na siromašne radnike kako bi ugušio veliki željeznički štrajk, američka ekonomija se postupno oporavila od krize započete 1873. godine. Hayes je također iskoristio priliku kako bi proveo djelomičnu reformu federalne uprave, nastojeći suzbiti korupciju koja je obilježila mandat njegovog prethodnika. Dobar dojam na javnost je ostavilo i to što je Hayes, pod utjecajem supruge, bio trezvenjak i što se alkohol nije točio u Bijeloj kući. 